# اوزوماکی (فیلم)
اوزوماکی (انگلیسی: Uzumaki) فیلمی ژاپنی در ژانر ترسناک و فانتزی به کارگردانی هیگوچینسکی است که در سال ۲۰۰۰ منتشر شد. فیلم‌نامه این فیلم توسط تاکائو نیتا بر اساس مجموعه مانگایی به همین نام اثر جونی ایتو به رشته تحریر درآمده است. از بازیگران آن می‌توان به اریکو هاتسونه، هیناکو سائکی و شین اون-کیونگ اشاره کرد.